# Nofilia
Nofilia, aussi connu sous les noms de Nofaliya et Nawfaliya (arabe : النوفلية Nawfalīyah) est une ville située dans le désert du district de Syrte en Libye. Elle se trouve à l’ouest des principaux ports pétroliers de la Libye.
Elle est située dans l’ancien district de Ben Jawad, à environ 20 km à l’ouest de Ben Jawad et à 110 km à l'est de Syrte.

## Histoire
Pendant la Seconde Guerre mondiale, elle a été le site d'une brève escarmouche à la fin 1942, lorsque certaines des forces battant en retraite de Erwin Rommel ont manqué de carburant. Nofilia disposait alors à cette époque d'un petit fort et quelques bâtiments, vestiges de l'occupation italienne en plus d'une mosquée, certains commerces et d'une école.
Pendant la première guerre civile libyenne, la ville a été prise par les rebelles au gouvernement de Mouammar Kadhafi le 28 août 2011.
Pendant la deuxième guerre civile libyenne, Nofilia a été le théâtre d'affrontement entre les forces du Nouveau Congrès général national, de Daech, de l’Armée nationale libyenne et de diverses milices. Le 8-9 février 2015, la ville a été conquise par la branche libyenne de Daech. Un convoi de quarante véhicules lourdement armés est arrivé de Syrte et a ordonné aux habitants de Nofilia de "se repentir" et de prêter allégeance (Bay'a) à Abou Bakr al-Baghdadi. Les combattants nommèrent Ali Al-Qarqaa comme "émir" de la ville. Nofilia a été brièvement reprise par les forces du Nouveau Congrès National Général le 19 mars 2015, mais elles se sont retirées dès le lendemain. L'Armée nationale libyenne a ensuite pris la ville, mais Daech l'a repris la semaine suivante,. Il a fallu attendre l’offensive al-Bounyan al-Marsous au printemps 2016 pour que les forces pro-gouvernementales reprennent la ville le 31 mai 2016. Cependant, début décembre 2016, des milices, considérées comme des unités des Brigades de défense de Benghazi ont tenté de prendre le contrôle de Nofilia, chassant les forces du Nouveau Congrès général national, avant d'être à leur tour chassées le même jour par l'Armée nationale libyenne de la Chambre des représentants.